# Parafia Wniebowzięcia Najświętszej Maryi Panny w Gliwicach-Łabędach
Parafia Wniebowzięcia Najświętszej Maryi Panny w Gliwicach-Łabędach – parafia metropolii katowickiej, diecezji gliwickiej, dekanatu Gliwice-Łabędy Kościoła katolickiego obrządku łacińskiego. Powstała w 1300.